# Денисон (Айова)
Денисон (англ. Denison) — город в округе Крофорд, штат Айова, США, на берегу реки Бойер. Население города согласно переписи 2010 года составляло 8298 человек.
Поселение Денисон было основано в 1856 году, а статус города получил в 1875 году. Денисон управляется мэром, избираемым на два года, и городским советом с пятью членами.